# Enzianbrennerei Grassl

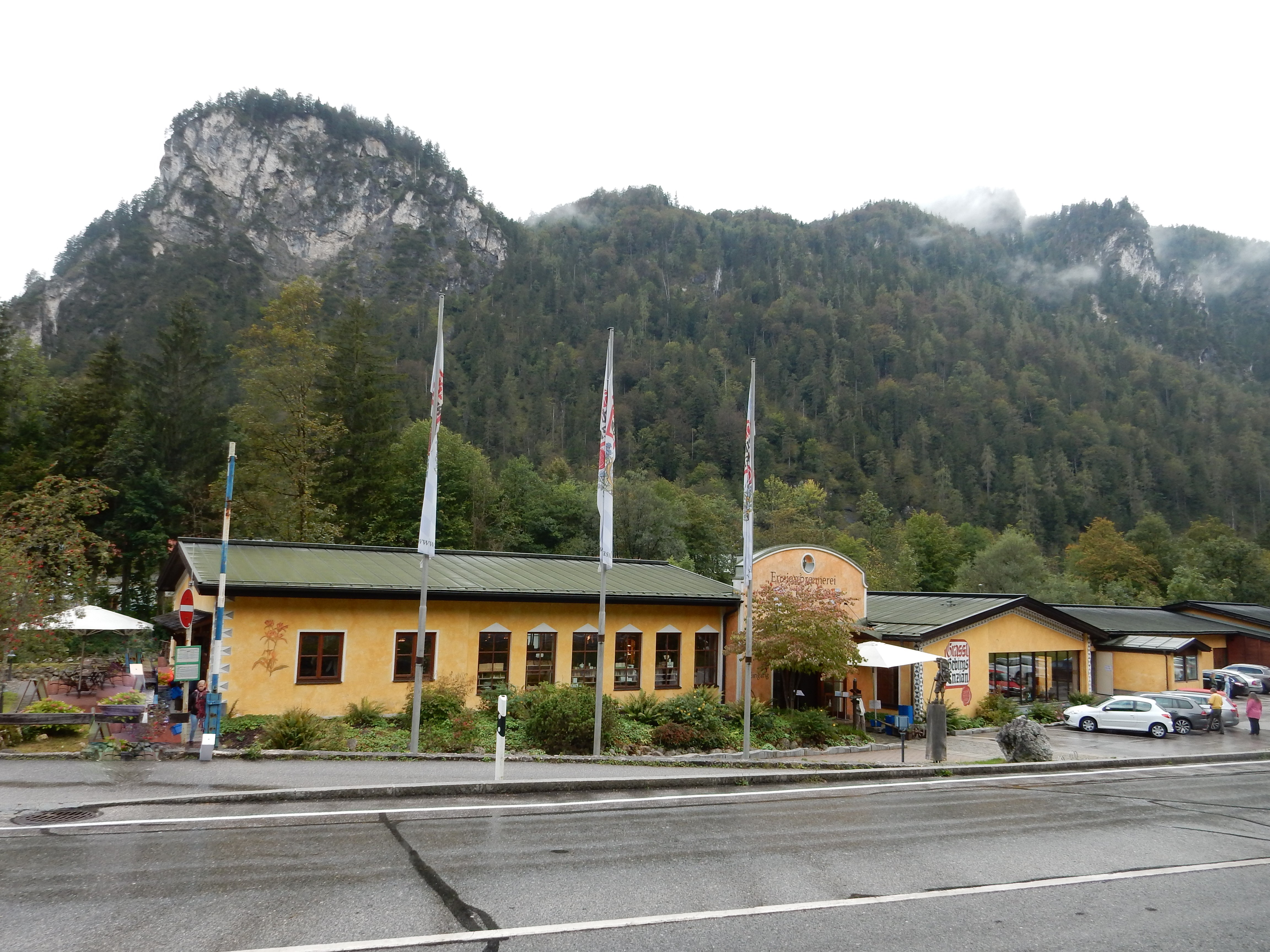
Enzianbrennerei Grassl (Hauptsitz)

Die Enzianbrennerei Grassl in Berchtesgaden ist die älteste Enzianbrennerei Deutschlands.

## Geschichte
Die Geschichte der Enzianbrennerei Grassl lässt sich bis 1692 zurückverfolgen, als einer Gastwirtsfamilie namens Grassl von dem Fürstpropst bzw. dem Kurkölnischen Administrator von Berchtesgaden Joseph Clemens von Bayern das Recht erteilt wurde, im Berchtesgadener Land Enzianwurzeln zu graben und daraus Schnaps zu brennen. Nach der Säkularisation der Fürstpropstei Berchtesgaden (1803) und der 1810 erfolgten Angliederung des Berchtesgadener Landes an das Königreich Bayern wurden der Familie die Rechte erst entzogen, ihr 1842 jedoch wieder neu verbrieft.
Fand der Schnaps zuerst ausschließlich in der Umgegend des Herstellungsortes seine Abnehmer, erschloss der ab dem 19. Jahrhundert in Berchtesgaden einsetzende Tourismus dem Unternehmen neue Käuferkreise. In den 1960er und 1970er Jahren wurden mehrere Enzianbrennereien u. a. aus Bad Reichenhall, Salzburg sowie München und Umgebung übernommen. Anfang der 1980er beschäftigte der Betrieb insgesamt rund 100 Mitarbeiter. Waren es 2006 nur noch 30, fertigten 2014 wieder etwa 40 Mitarbeiter die ca. 30 verschiedenen hauseigenen Produkte.
Bis in die 1960er Jahre war die Brennerei als Einzelfirma im Alleineigentum eines Grassl-Nachfahren, danach wurde das Unternehmen mit dem ehemaligen Geschäftsführer Josef Beierl als Mehrheitsteilhaber in die Rechtsform einer GmbH & Co. KG überführt, an der derzeit noch ein Familienangehöriger zu einem Drittel beteiligt ist. 2014 übernahmen die Brüder Florian und Martin Beierl die Mehrheitsanteile ihres Vaters und sind seither als geschäftsführende Gesellschafter für das Unternehmen tätig.

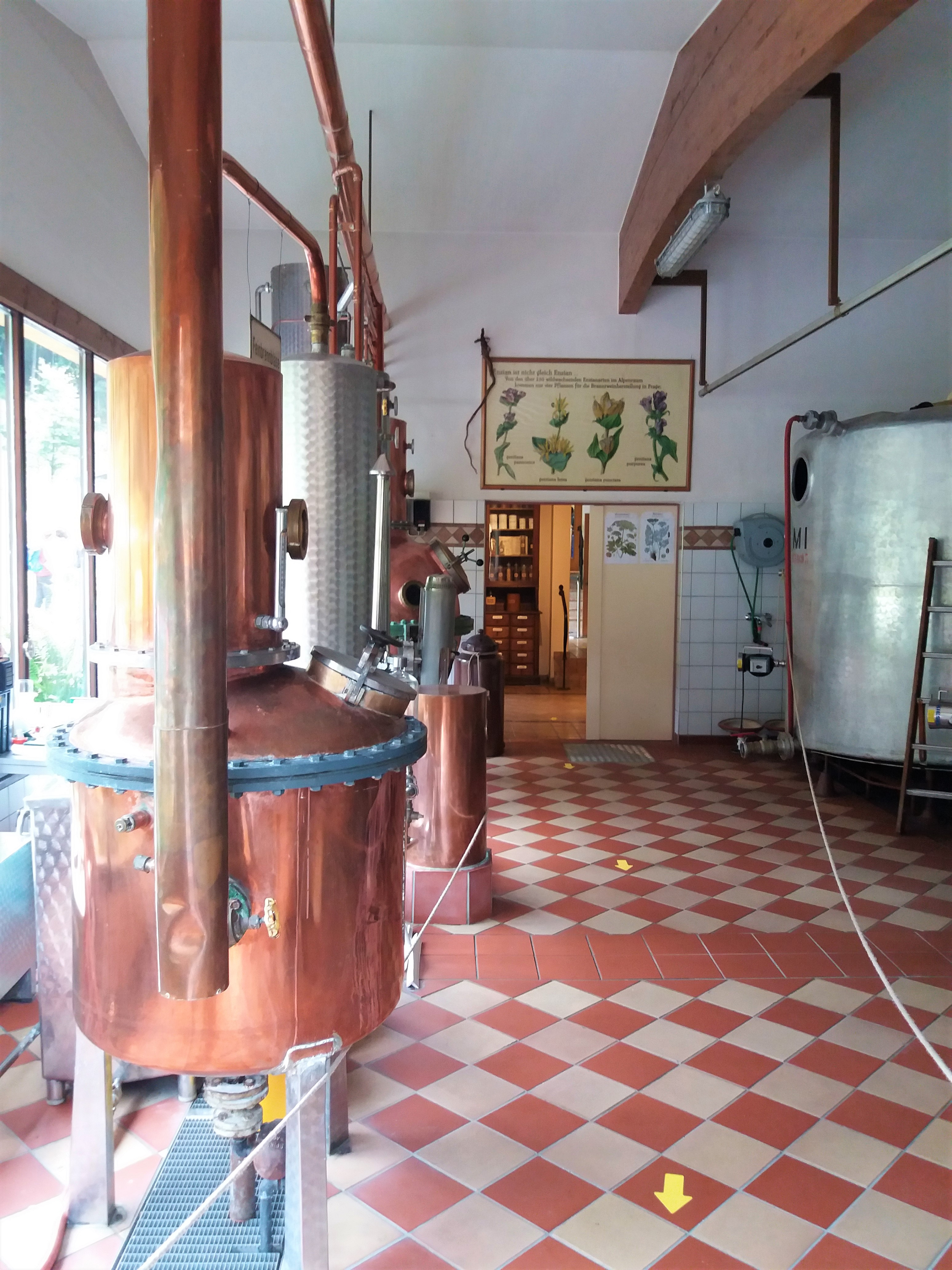
Brennanlage am Hauptsitz
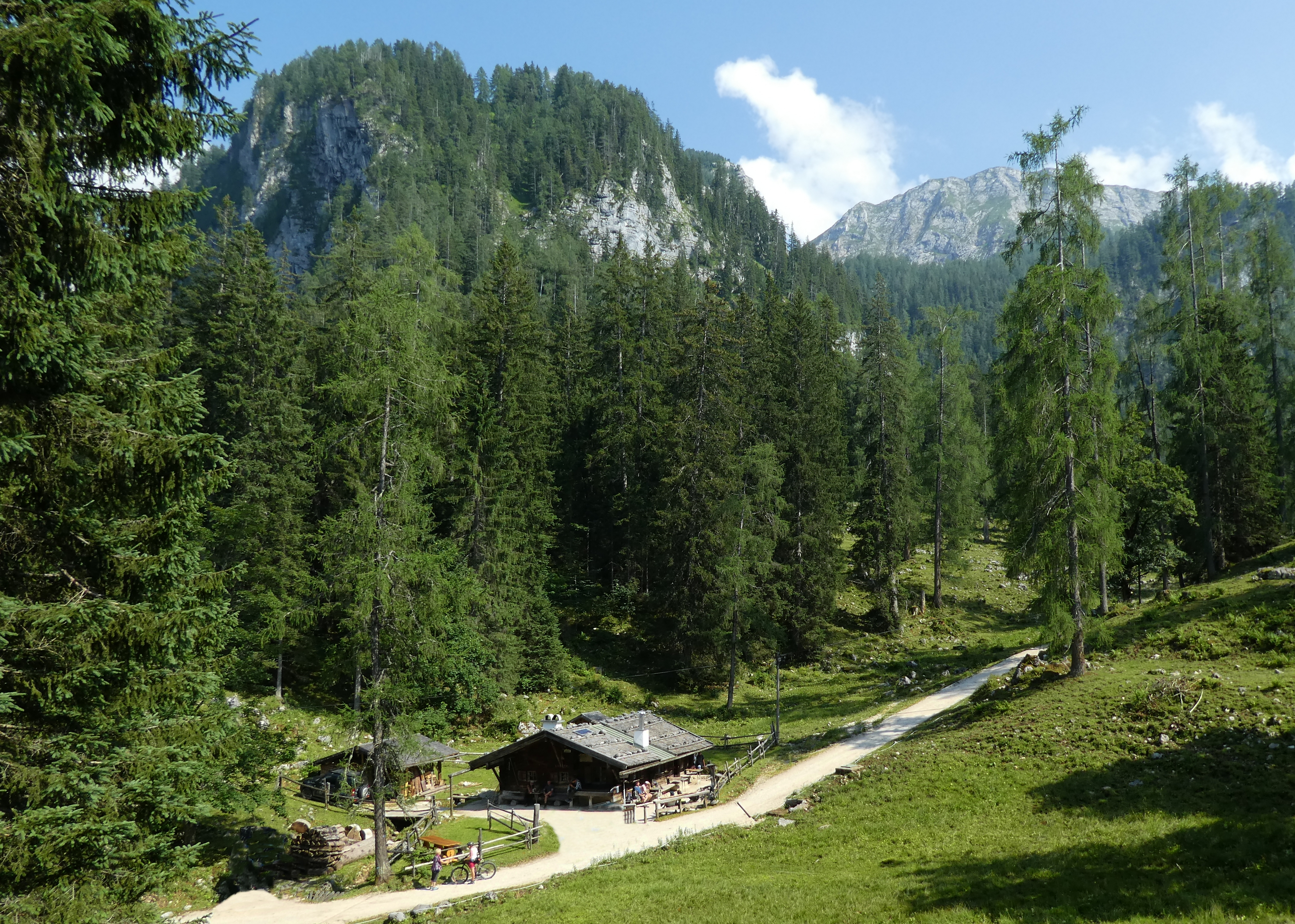
Nach wie vor zum Brennen von Enzian genutzte Brennhütte auf der Priesbergalm
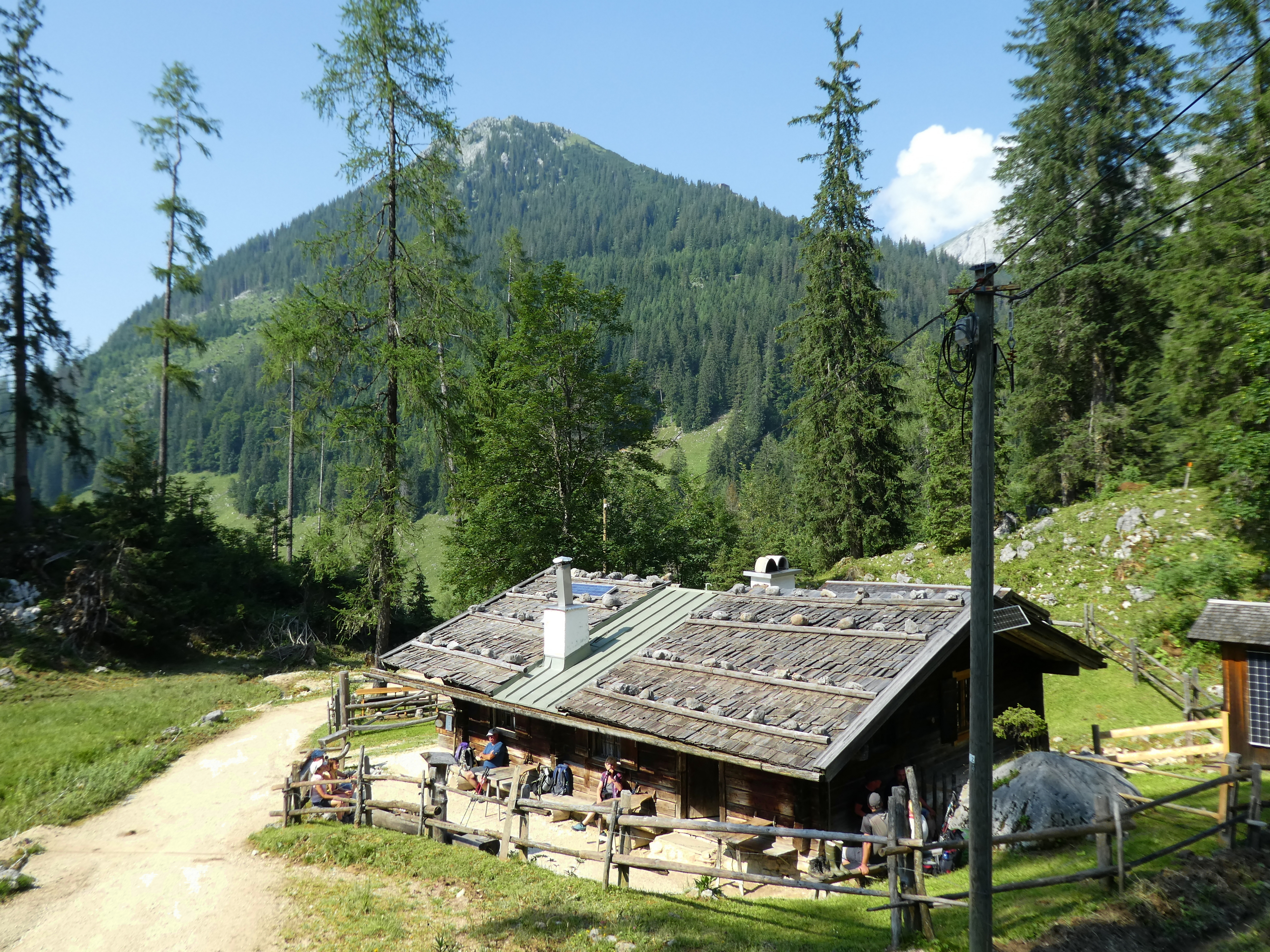
Rückseite der Brennhütte auf der Priesbergalm
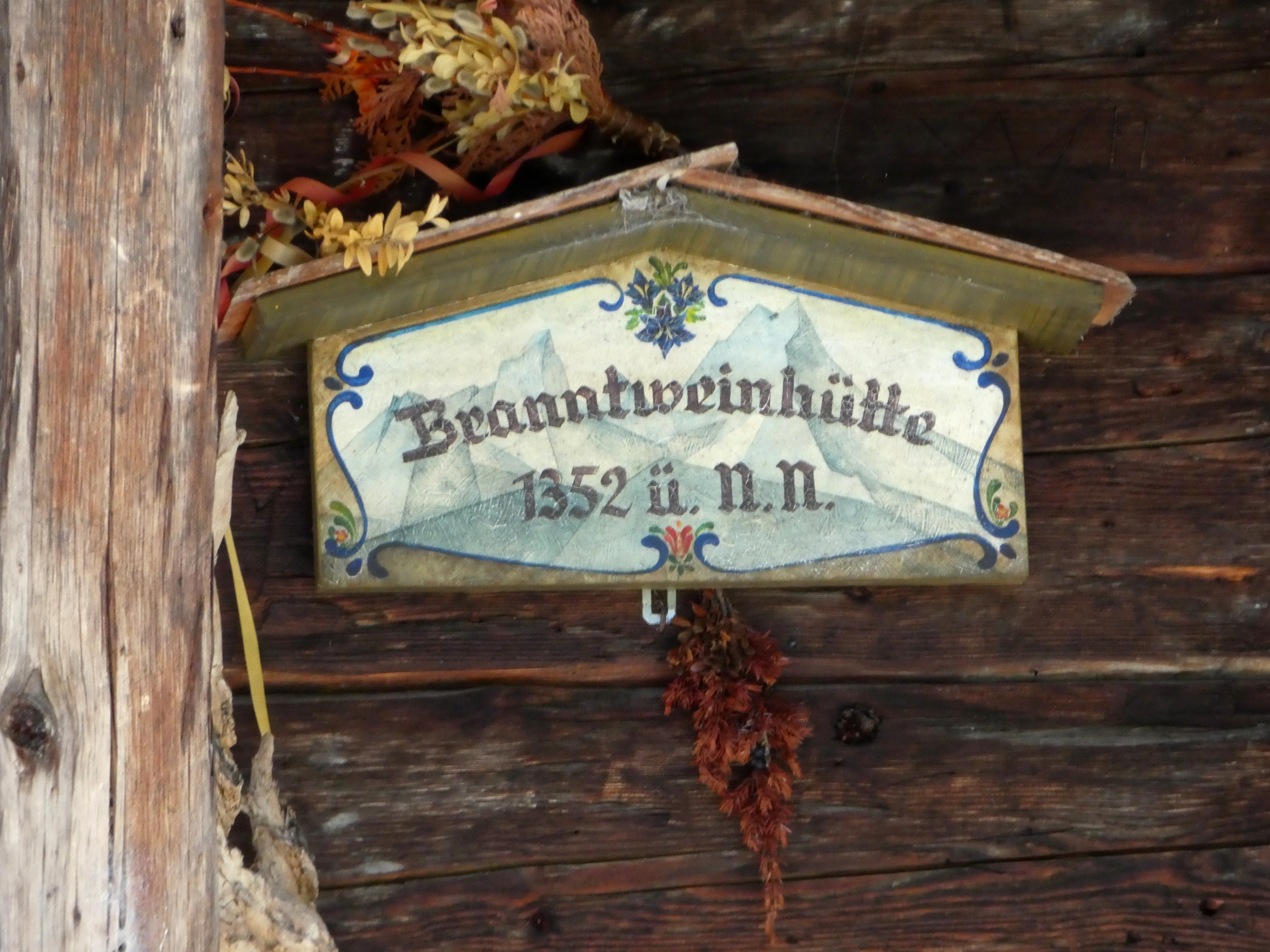
Hinweistafel an der Brennhütte
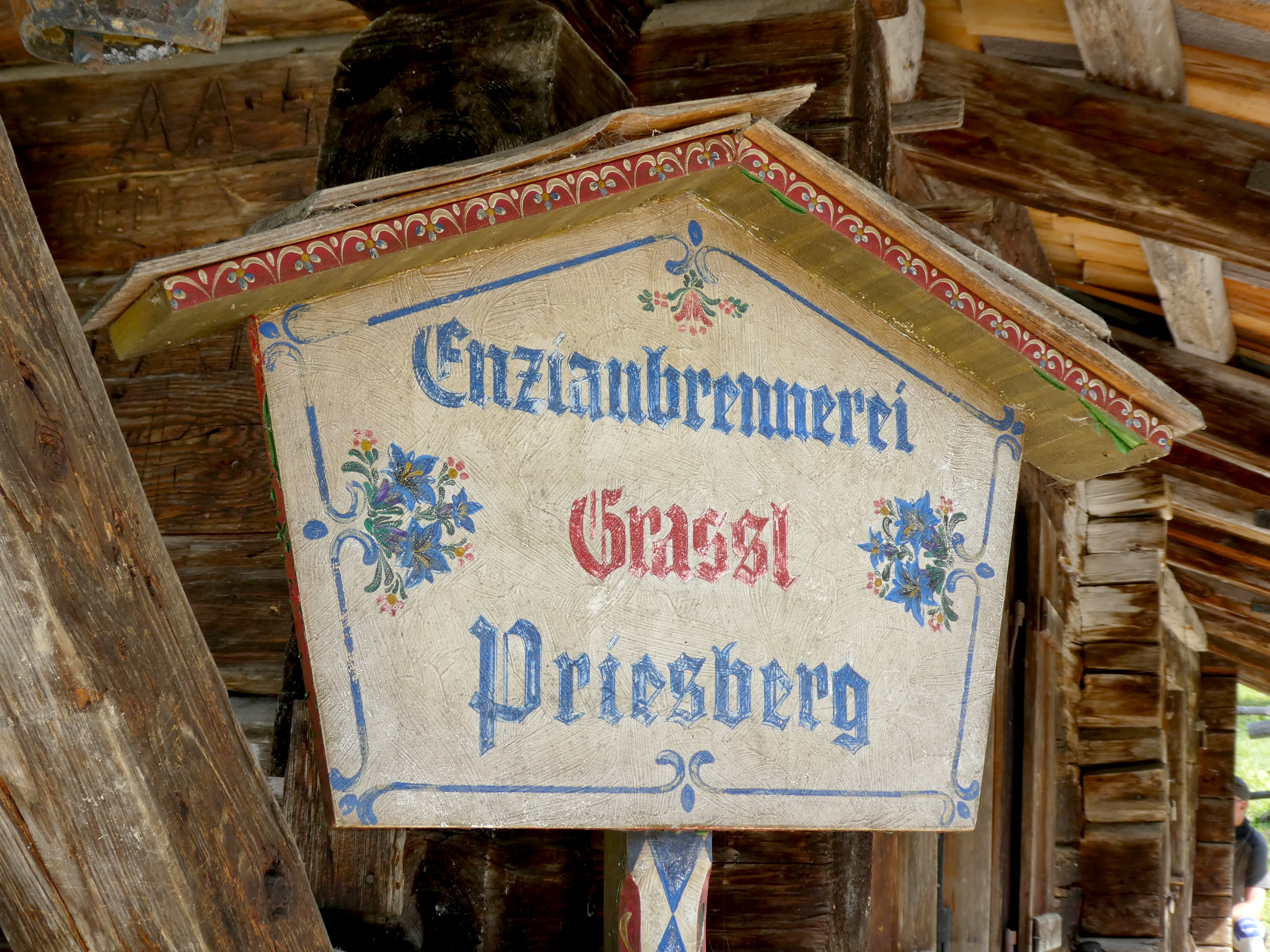
Hinweistafel an der Brennhütte

## Unternehmen
Der Hauptsitz des Unternehmens mit Haupt-Brennerei, Verwaltung, Lager, Versand und Besucherbereich einschließlich Verkostung und Ladenverkauf befindet sich heute in der Berchtesgadener Gnotschaft Unterau. Am Hauptsitz befindet sich eine Ausstellung, die über die Geschichte der Brennerei und die Herstellung des Getränks informiert. Im Markt Berchtesgaden wird ein eigener Laden betrieben. Die Brennhütten sind über die Hochlagen des Berchtesgadener Talkessels verteilt.

## Produkte
Neben weiteren Spirituosen eigener Herstellung ist das Hauptprodukt nach wie vor der Gebirgsenzian. Daneben vertreibt das Unternehmen u. a. auch österreichische Weine. 